# Frederick Stanley, šestnáctý hrabě Derby
Frederick Arthur Stanley, 16. hrabě Derby KG, GCB, GCVO, PC (15. ledna 1841 – 14. června 1908) známý jako Frederick Stanley do roku 1886 a jako Lord Stanley of Preston mezi lety 1886 a 1893 byl politik Konzervativní strany ve Spojeném království, Ministr kolonií Spojeného království v letech 1885 a 1886 a šestý generální guvernér Kanady mezi lety 1888 a 1893. Byl horlivý sportovec, postavil stáje Stanley House Stables a nejvíce je znám pro uvedení Stanley Cupu. Stanley byl svobodný zednář.

## Osobní život, vzdělání
Frederick byl druhým synem ministerského předsedy Edwarda Smithe-Stanleyho a Emmy Caroline Stanleyové. Studoval na Eton College a na Královské vojenské akademii Sandhurst.

## Politická kariéra
Stanley opustil armádu a vydal se do politiky. Sloužil jako člen parlamentu za Konzervativní stranu za Preston, North Lancashire a Blackpool.

## Generální guvernér Kanady
Stanley byl jmenován generálním guvernérem Kanady a vrchním velitelem na Ostrově prince Edwarda 1. května 1888. V období jeho úřadu na této pozici často cestoval skrz Kanadu. Jeho návštěva západní části země roku 1889 mu ukázala nádhernou přírodu a povolení k setkání původních obyvatel a mnoha farmářů. Ve Vancouveru vyznačil Stanley Park, který byl po něm pojmenován. Kdykoli mu to jeho naplněný kalendář povolil, oddával se sportu či rybaření.
Když v roce 1891 jeho přítel a ministerský předseda Spojeného království Sir John A. MacDonald zemřel na srdeční zástavu ve své kanceláři 6. června toho roku, Stanley ztratil užitečné přátelství s premiérem britské vlády. Navrhl Sira Johna Abbotta, ale ten kvůli nemoci přenechal své místo Siru Johnu Thompsonovi.
Stanleyho žena, kterou tehdejší kanadský premiér Sir Wilfrid Laurier označil jako schopnou a zábavnou ženu, v roce 1891 založila Institut Lorda Stanleyho pro diplomované sestry na Rideau Street, což byla první zdravotnická škola v Ottawě. Jeho manželka byla také nadšenou fanynkou ledního hokeje, navštěvovala zápasy na ottawském Rideau Rinku.

## Stanley Cup
Hlavní článek: Stanley Cup
Stanleyho synové byli hokejisté, hráli v ottawských amatérských týmech, což vyústilo v to, že Lord Stanley i jeho žena se stali věrnými fanoušky ledního hokeje. V roce 1892 dal Stanley Kanadě ceněnou národní ikonu – Stanley Cup. Původně ji určil pro nejlepší amatérský tým, v roce 1909 se však stala trofejí pouze pro týmy profesionální. Od roku 1926 o ni bojují pouze týmy National Hockey League. Tato nyní slavná trofej nese Stanleyho jméno jako vzpomínku na jeho lásku k hokeji, sportu a životu v Kanadě. Díky tomu byl v roce 1945 Stanley uveden do Hokejové síně slávy.

## Pozdní léta
Stanleyho období v úřadu generálního guvernéra Kanady skončilo v září 1893. V dubnu téhož roku mu ale zemřel jeho bratr a Frederick tak musel převzít jeho úřad hraběte v Derby. Než ale samotnému Fredericku Stanleymu skončil úřad v Kanadě, musel za něj vykonávat povinnosti správce oblasti. Stanley se tak do Anglie vrátil až v září, kdy ho nahradil na postu guvernéra Lord Aberdeen.
Ve stejném roce byla torontská kasárna New Fort York přejmenována na Stanley Barracks (česky Stanleyovy Kasárny). Po návratu do Anglie se brzy stal primátorem Liverpoolu a rektorem University of Liverpool. V posledních letech svého života mnohokrát věnoval peníze na charitu. Stanley zemřel 14. června 1908, jeho žena pak 17. dubna 1922. Anglický cestovatel Edward Whymper po vyšplhání na horu Stanley Peak v Britské Kolumbii pojmenoval horu po Lordu Stanleym. Dále po něm byly pojmenovány vancouverský Stanley Park a divadlo Stanley Theatre, dále také Stanley Park v anglickém Blackpoolu.

## Rodina
Stanley si vzal Lady Constance Villiers, dceru George Villierse, čtvrtého hrabě Clarendonu, 31. května 1864. Měli spolu osm synů a dvě dcery, jeden syn a jedna dcera ale zemřeli v dětství. Jejich druhý syn, Sir Victor Stanley byl admirálem v Royal Navy, jejich třetí syn, Sir Arthur Stanley, a jejich šestý syn, Sir George Frederick Stanley, byli oba politici. Stanley byl starostou Prestonu, po jeho smrti ho nahradil jeho nejstarší syn, také významný politik, Edward Stanley.